# Поворотна фінансова допомога
Поворотна фінансова допомога — сума коштів, що надійшла платнику податків у користування за договором, який не передбачає нарахування процентів або надання інших видів компенсацій у вигляді плати за користування такими коштами, та є обов'язковою до повернення (абз. 8 підпункту 14.1.257 пункту 14.1 статті 14 Податкового кодексу України).

## Оформлення поворотної фінансової допомоги
Поворотна фінансова допомога оформлюється договором про поворотну фінансову допомогу, другою стороною котрого може виступати як фізична, так і юридична особа. Отримання такої поворотної фінансової допомоги не тягне за собою виникнення будь-яких податкових зобов'язань. Кошти, передані в якості поворотної фінансової допомоги, потрібно буде повернути в строки, визначені договором.